# Carlos Alberto Rivera
Carlos Alberto Rivera Lucero (Ciudad de Panamá, Panamá, 24 de febrero de 2003) es un futbolista panameño que juega como delantero actualmente en el Veraguas United FC de la Primera División de Panamá.

## Trayectoria

### San Francisco FC
Se formó en las categorías inferiores del San Francisco FC con el segundo equipo disputó el Torneo Apertura 2021 Liga Prom, su debut profesional fue el 17 de marzo de 2021 en derrota 1 a 2 contra el Veraguas CD en el Estadio Agustín Muquita Sánchez siendo suplente entrando al minuto 72 por Ángel Castillo. En el Torneo Apertura 2021 jugó 4 partidos.

### Maccabi Tel Aviv
El 15 de agosto de 2021 se fue a préstamo por el San Francisco FC al Maccabi Tel Aviv U19.

### San Francisco FC
El 30 de junio de 2022 regresó del préstamo del Maccabi Tel Aviv. Su primer partido después de su paso por Israel fue el 23 de julio de 2022 en la derrota 1 a 0 contra el CD Universitario en el Estadio Virgilio Tejeira Andrión siendo titular jugando hasta el minuto 72. En el Torneo Clausura 2022 jugó 13 partidos y anotó 1 gol llegando hasta los playoff.

### Santos de Guápiles
El 12 de enero de 2023 fue anunciado su cesión a los Santos de Guápiles. Debutó con el club el 21 de enero de 2023 en el empate 1 a 1 contra el Puntarenas FC en el Estadio Miguel Ángel "Lito" Pérez siendo suplente entrando al minuto 82 por Starling Matarrita. En un partido contra el CS Herediano recibió un acto de racismo. En el Campeonato Clausura 2023 jugó 20 partidos y anotó 3 goles.

### San Francisco FC
El 18 de julio de 2023 fue anunciado su regreso al San Francisco FC tras finalizar su cesión en el Santos de Guápiles de Costa Rica. Aún cuenta con ficha del equipo filial, por cuál intercambia minutos con el equipo profesional. Con el segundo equipo disputó el Torneo Clausura 2023 Liga Prom llegando hasta semifinales de conferencia oeste, en el Torneo Clausura 2023 jugó 15 partidos y anotó 2 goles llegando hasta playoff.

## Selección nacional

### Categorías inferiores
Ha sido convocado por selección Sub-20 de Panamá para disputar el Campeonato Sub-20 de la Concacaf de 2022 en donde jugó 5 partidos y anotó 2 goles llegando hasta semifinales.

### Selección absoluta
Hizo su debut con la selección absoluta el 11 de junio de 2022 en la derrota 5 a 0 contra  Uruguay en un partido amistoso en el Estadio Centenario siendo suplente entrando al minuto 69 por Ricardo Buitrago.

### Participaciones en selección nacional
| Copa                   | Categoría | Sede     | Resultado        | Partidos | Goles |
| ---------------------- | --------- | -------- | ---------------- | -------- | ----- |
| Campeonato Sub-20 2022 | Sub-20    | Honduras | Cuartos de final | 5        | 2     |

## Clubes
| Club                 | País       | Año         |
| -------------------- | ---------- | ----------- |
| San Francisco FC     | Panamá     | 2020 - 2021 |
| Maccabi Tel Aviv U19 | Israel     | 2021 - 2022 |
| San Francisco FC     | Panamá     | 2022        |
| Santos de Guápiles   | Costa Rica | 2023        |
| San Francisco FC     | Panamá     | 2023 - 2024 |